# Psychotria bostrychothyrsus
Psychotria bostrychothyrsus är en måreväxtart som beskrevs av Noel Yvri Sandwith. Psychotria bostrychothyrsus ingår i släktet Psychotria och familjen måreväxter. Inga underarter finns listade i Catalogue of Life.